# Włodzimierz Łuszczykiewicz
Włodzimierz Łuszczykiewicz (ur. 16 lutego 1940 w Różycy, zm. 10 maja 1994 w Łodzi) – polski dziennikarz radiowy, aktor dziecięcy, felietonista, autor tekstów piosenek, scenarzysta filmów animowanych. Ojciec muzyka i dziennikarza Wojciecha Łuszczykiewicza oraz profesora UAM Piotra Łuszczykiewicza.

## Życiorys
W wieku szesnastu lat wystąpił po raz pierwszy na ekranie w sensacyjno-przygodowym filmie dla młodzieży Tajemnica dzikiego szybu (1956) z udziałem Gustawa Holoubka, Barbary Fijewskiej, Jaremy Stępowskiego i Zbigniewa Cybulskiego.
W 1964 ukończył socjologię na Uniwersytecie Łódzkim. Po studiach pracował w Kaliskim Domu Kultury (do 1966). W latach 1965–1967 był dziennikarzem i zastępcą redaktora naczelnego czasopisma „Ziemia Kaliska”, gdzie zajmował się problematyką społeczną. Od 1968 pracował w Łódzkiej Rozgłośni Polskiego Radia. Pełnił tam funkcje kierownika Redakcji Dziecięco-Młodzieżowej oraz Redakcji Informacji i Dzienników. Był autorem cyklu Komentarze Włodzimierza Łuszczykiewicza oraz współautorem audycji Wesoły autobus. Potem przeniósł się do Rozgłośni Warszawskiej PR, współtworzył audycje Cztery pory roku i Sygnały dnia. Popularność zdobył jako „Dziadek Włodek” w audycji Lato z radiem, prowadząc cykl „Mała encyklopedia wielkich uczuć”.
Pisał teksty piosenek, m.in. Powróć do mnie tą melodią w wykonaniu Ireny Jarockiej, Do ciebie wrócę oraz Wiem, jesteś ze mną z repertuaru Kazimierza Kowalskiego i Jacka Lecha. W latach 80. związał się z łódzkim Studiem Se-ma-for, dla którego tworzył scenariusze do filmów animowanych. Współautor książek dla dzieci Koszyczek pełen pytań (1986) i Dlaczego? Dlatego! (1989).
Pochowany na Cmentarzu Ewangelicko-Augsburskim przy ul. Ogrodowej w Łodzi.